# Lola Montez (Lied)
Lola Montez ist ein Lied der dänischen Heavy-Metal-Band Volbeat. Es war die vierte Single aus ihrem fünften Studioalbum Outlaw Gentlemen & Shady Ladies.

## Entstehung
Das Lied Lola Montez entstand im Jahre 2012 und wurde vom Sänger Michael Schøn Poulsen und der Band geschrieben. Bei der titelgebenden Lola Montez handelte es sich um eine irische Tänzerin, die als Mätresse des Königs Ludwigs I. von Bayern berühmt wurde. Poulsen bezeichnete sie in einem Interview als „eine interessante Person, die definitiv anrüchig war“.

„Sie war sehr kontrovers, aber gleichzeitig sehr hübsch und alle Männer waren ihr verfallen. Sie ist eine sehr interessante Person.“

Im Februar 2013 spielte die Band Lola Montez erstmals live auf einem Konzert in Kopenhagen. Der Auftritt mit dem Song bei Rock am Ring 2013 in Deutschland wurde mitgeschnitten und als Musikvideo veröffentlicht. Thema des von Mitch Steinberg produzierten Videos ist auch das Leben von Lola Montez, die von Gabrielle Marlene dargestellt wird. Am 17. Juni 2013 wurde Lola Montez von Vertigo Records als Single veröffentlicht.

## Rezeption
Für Frank Albrecht vom deutschen Magazin Rock Hard ist Lola Montez eine „stark auf den Mainstream-Markt zugeschnittene Nummer“, aber „trotzdem noch ein guter Song mit feiner Hookline“. Für Andreas Schiffmann vom Onlinemagazin Musikreviews hingegen „nervt Poulsens Danzig-Elvis-Geknödel mit Hetfield-Schlag“ insbesondere bei Lola Montez.
Die Single erreichte Platz 84 der niederländischen Singlecharts und Platz eins der Billboard-Mainstream-Rock-Songs-Charts.
Bei den Loudwire Music Awards 2013 wurde Lola Montez in der Kategorie Best Rock Song nominiert, der Preis ging jedoch an Avenged Sevenfold für das Lied Hail to the King.

## Auszeichnungen für Musikverkäufe
| Land/Region               | Auszeichnungen für Musikverkäufe (Land/Region, Auszeichnung, Verkäufe) | Verkäufe  |
| ------------------------- | ---------------------------------------------------------------------- | --------- |
| Dänemark (IFPI)           | Platin                                                                 | 90.000    |
| Deutschland (BVMI)        | Platin                                                                 | 300.000   |
| Kanada (MC)               | Platin                                                                 | 80.000    |
| Österreich (IFPI)         | 2× Platin                                                              | 60.000    |
| Schweden (IFPI)           | 2× Platin                                                              | 160.000   |
| Vereinigte Staaten (RIAA) | Gold                                                                   | 500.000   |
| Insgesamt                 | 1× Gold · 7× Platin ·                                                  | 1.190.000 |